# Monteodorisio
Monteodorisio (Mundrìscë o Mundrèiscë en dialecto italiano) es un municipio italiano, con 2.598 habitantes, situado en la Provincia de Chieti, en Abruzzo (Italia).
Forma parte de la comunidad de montaña Medio Vastese.

## Historia
Es un pueblo de orígenes medievales. Las primeras noticias de su condado, que comprendía trece castillos y villas rodeando el pueblo, remontan al 993, año que pasó a un cierto Oderisio conde de los Marsi. El pueblo parece coger el nombre de él. En el Catalogus Baronum, el período de Guillermo II de Altavilla, resulta citado con el nombre de Mons Odorisius o Monterisi. Después pasó al Reino de Napoles, entonces, en el siglo XV, pasó a los Marqueses De Ávalos.
Todo aquel que llegue a Monteodorisio es recibido por el Santuario de la Madonna delle Grazie, edificado después de una serie de milagros iniciados en 1886, cuando, durante los trabajos de restauración de la antigua iglesia, brotó agua la cual curaba a los enfermos. Desde entonces miles de peregrinos llegan a este Santuario en busca del agua milagrosa. El centro histórico de Monteodorisio, con sus muros, torres de observación y las puertas de acceso al pueblo evocan a su historia medieval.
La iglesia de San Juan Bautista conserva los cimientos y los muros originales y el poderoso campanario, que como en los pueblos de los alrededores, formaba parte del sistema defensivo del pueblo amurallado. En la parte más alta se encuentra en Castillo, que hoy en día acoge al Museo de la Economía entre la Antigüedad clásica y el renacimiento y, además, el Centro de Documentación de la Orden de los Franciscanos en Abruzos y Molise.

## Monumentos y sitios de interés
- El pueblo fortificado con el castillo y el anexo al Museo para la economía entre la antigüedad y el Renacimiento.
- Iglesia de San Juan Bautista. Situada en la Calle 'Duca degli Abruzzi'. De estilo neoclásico.
- Restos de los conventos:
  - San Francisco de Asís. Situado en la Calle 'Vittorio Emanuele III'. La plata original es anterior a 1334. La iglesia fue destruida para erigir el Municipio mientras el monasterio fue destruido después de la abolición del orden de los 'Frati Regolari Conventuali'.
  - De San Berardino. Son sitios en la localidad de San Berardino. Data al 1442. La planta del convento ha desaparecido, solo queda capilla de una única nave.
- 'Santuario della Madonna delle Grazie'. El santuario se sitúa en la calle 'Madonna delle Grazie' y data al siglo XIX.
- Castillo de D'Avalos. La estructura fue construida por los normandos como fuerte defensivo, sucesivamente pasó a la familia de los condes de los Marsi, pero en el siglo XV fue cedido a los D'Avalos. Hoy en día se conservan tres de las cuatro torres. Una serie de ménsulas embellecen la torre occidental con frisos en relieve. Actualmente el Castillo posee un aspecto de palacio fortificado dónde se alberga la sede del Museo de los Trajes Locales.

## Cultura

### Cocina
Productos típicos:
- Ventricina: es un salami ensacado preparado con carne cerdo, pimentón y semillas de hinojo.
- Sagne e pezzate: pasta hecha en casa preparada con sémola de grano duro, sal y agua aderezada generalmente por tomate fresco.
- Ndernappe: pasta hecha en casa preparada con harina blanca, salvado, agua y sal, aderezada con salsa de tomate de ventricina ligeramente picante.
- Pallotte casce e ove: albóndigas de queso, huevo y pan duro, fritas y mojadas en salsa de tomate.
- Scrippelle: es un dulce preparado con harina, levadura y agua, frito en aceite de girasol y posteriormente recubierto por azúcar glas.
- Celli ripieni: dulce preparado con harina, aceite de oliva y azúcar. Se produce en dos veces: la primera con huevo y la segunda con vino blanco. Se le da la forma con una herradura, relleno con mermelada de uvas y cocinado en el horno.
- Calzonetti: es un dulce preparado con harina, huevos, azúcar y aceite. Puede ser rellenado de tres formas diferentes: crema de garbanzos, almendras y miel o con mermelada de uva. Sucesivamente, estos calzonetti son fritos en aceite de girasol.

### Fiestas y tradiciones
- Segundo domingo de mayo: fiesta patronal de San Marcellino
- Primer sábado de septiembre:fiesta de San Rocco
- Primer domingo de septiembre: fiesta della Madonna delle Grazie

## Demografía
| Gráfica de evolución demográfica de Monteodorisio entre 1861 y 2001 |
|                                                                     |
| fuente ISTAT - elaboración gráfica a cargo de Wikipedia             |

## Administración
| Período          | Primer ciudadano   | Partido                     | Cargo   | Notas                  |
| ---------------- | ------------------ | --------------------------- | ------- | ---------------------- |
| 2004-2014        | Ernesto Sciascia   | "Monteodorisio Democrática" | Alcalde | Dos mandados de 5 años |
| 2014-En el cargo | Saverio Di Giacomo | "Monteodorisio Ripartiamo"  | Alcalde |                        |

## Deportes
Fútbol
El principal equipo de fútbol es el A.S.D. Monteodorisio que juega en la categoría B abruzzese de 1ª categoría.